# Малоабдрашитово
Малоабдрашитово (баш. Бәләкәй Әбдрәшит) — деревня в Альшеевском районе Республики Башкортостан России, относится к Абдрашитовскому сельсовету.

## Население
| 2002 | 2009 | 2010 |
| ---- | ---- | ---- |
| 50   | ↗52  | ↘42  |

Согласно переписи 2002 года, преобладающие национальности — русские (26 %), татары (46 %).

## Географическое положение
Расстояние до:
- районного центра (Раевский): 27 км,
- центра сельсовета (Крымский): 2 км,
- ближайшей железнодорожной станции (Раевка): 27 км.

## История
До 2008 года Малоабдрашитово входило в Крымский сельсовет.
19 ноября 2008 года, в связи с упразднением село Крымского сельсовета, село Крымский, деревни Линда и Малоабдрашитово вошли в состав Абдрашитовского сельсовета (Закон Республики Башкортостан от 19.11.2008 N 49-з «Об изменениях в административно-территориальном устройстве Республики Башкортостан в связи с объединением отдельных сельсоветов и передачей населённых пунктов»).